# トレンチナイフ

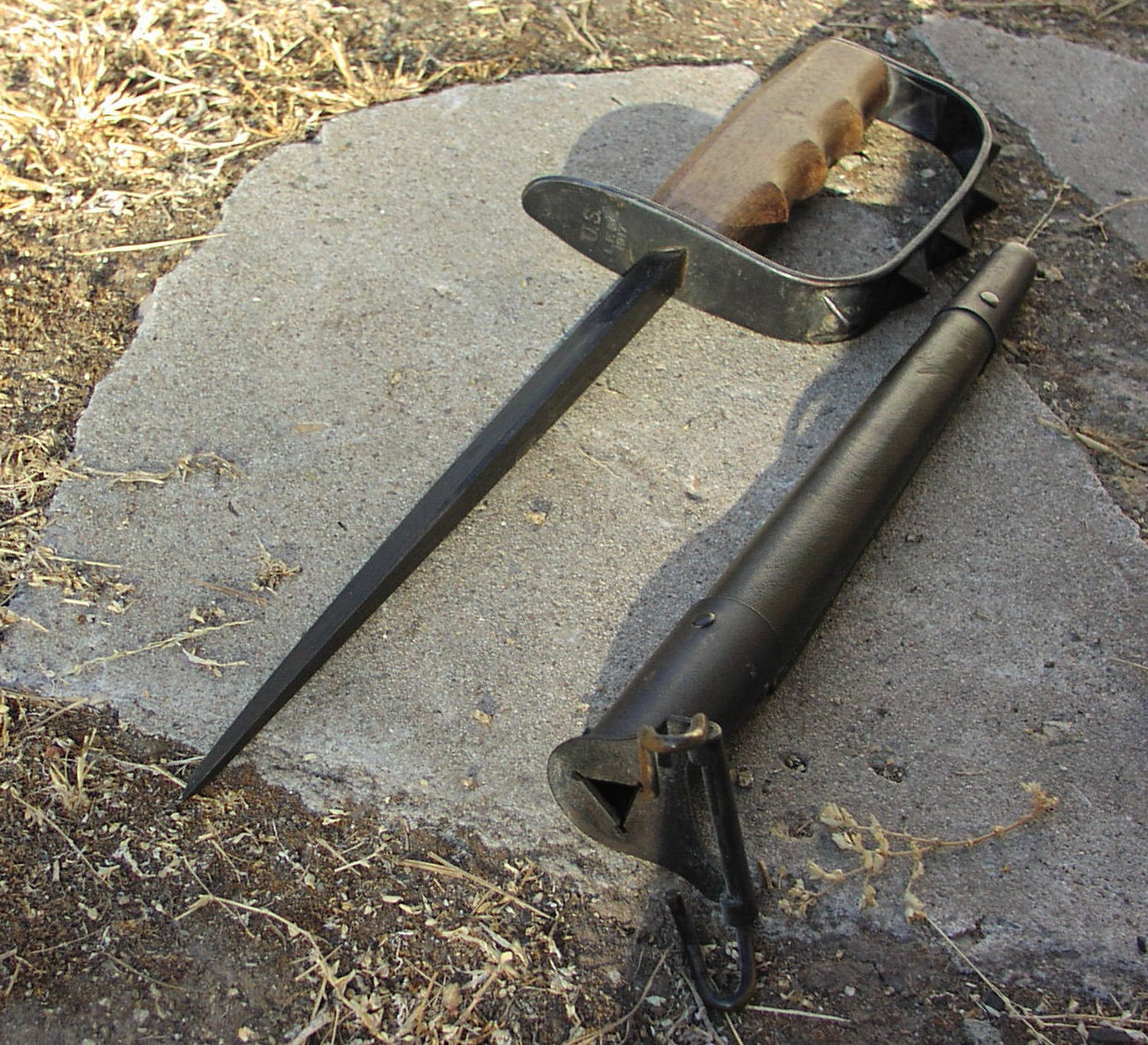
U.S. M1917 "Knuckle Duster"
第一次世界大戦当時のもので、突き刺すことに特化した錐のような刃を持ち、斬撃には使えない形状

トレンチナイフ（英語: trench knife）は、塹壕のような手狭な場所で白兵戦を行うための戦闘用ナイフである。一般に私物のナイフのうち、格闘戦に向くものをさすが、塹壕戦となった第一次世界大戦中には専用装備としてのトレンチナイフも開発され、配備された。

## 背景
中世に発明された銃は普及を続け、近世には銃剣の発明により歩兵の武器は小銃に統一されたが、刀剣や銃剣を利用しての白兵戦が盛んに行われていた。当時の銃はまだライフリングがないマスケット銃であり、命中精度が悪かった。銃の射程の短さから戦争の中心は野戦での機動戦であり、塹壕のような野戦築城は防御に徹する時しか構築されなかった。

## 登場

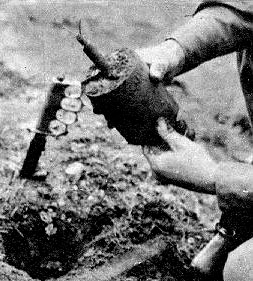
ドイツ軍の対人地雷を掘り起こす際に使用されたアメリカ軍のトレンチナイフ、第二次世界大戦中の撮影

戦争の近代化と飛躍的な火力の増大に伴い、敵の銃火から身を隠す必要性が増大していった。特に第一次世界大戦において、機関銃の大規模運用により正面突撃を完全に破砕しうる火線が完成し、発達した鉄道網による迅速な増援・補給が行われたことによって、従来の戦術で塹壕地帯を突破することは困難になった。この過程で戦争の中心は従来の野戦から、敵の塹壕を制圧する事を目指す塹壕戦へと変わり、白兵戦も従来では平原の広い空間で使いやすい白兵武器、つまり槍の代用として間合いが取れる着剣小銃や馬上斬撃に向く長剣より、狭い空間で使いやすい白兵武器が重要になっていった。このため、兵士たちは有り合わせのナイフや手斧、塹壕を掘るために使うシャベル、棍棒などで白兵戦を行った。アンリ・バルビュスの小説『砲火』は、第一次大戦の前線を舞台にしているが、攻撃前進の直前、兵士たちにキッチンナイフが配られる描写が出てくる。この中で塹壕戦に向いたナイフが選び出され、トレンチナイフと称された。
第一次大戦が長期化すると、正式な兵器としてのトレンチナイフも開発され、兵士たちに支給された。

## 形状
専用に作られたトレンチナイフは、塹壕の劣悪な環境下でも確実に使えるよう、工夫が凝らされている。泥や血などで汚れていても滑りにくいグリップ（握り）を備えており、特徴的なナックルダスター状のフィンガーガードを備えるものがよく知られている。ナックル状のガードは確実にナイフを保持できる上に、拳で殴りつけるように攻撃することも可能にしている。狭い空間でも取り回しが良いように刃渡りが短いものが多く、それでいて殺傷力を落とさないように刺突によって深い傷を与えやすいダガー状の刃を持つものが多い。着剣小銃と共に持ち歩く副武装という性格上、携帯性を向上させるためにも小型の製品が多く、折りたたみ式のものもある。狭い塹壕内で屈んでいても咄嗟に取り出しやすいよう、シース（鞘）を脛の横などに取り付けることもあり、その装着位置や、鞘を長靴の中に差し込んで携行する場合もあるため、「ブーツナイフ」とも呼ばれる。

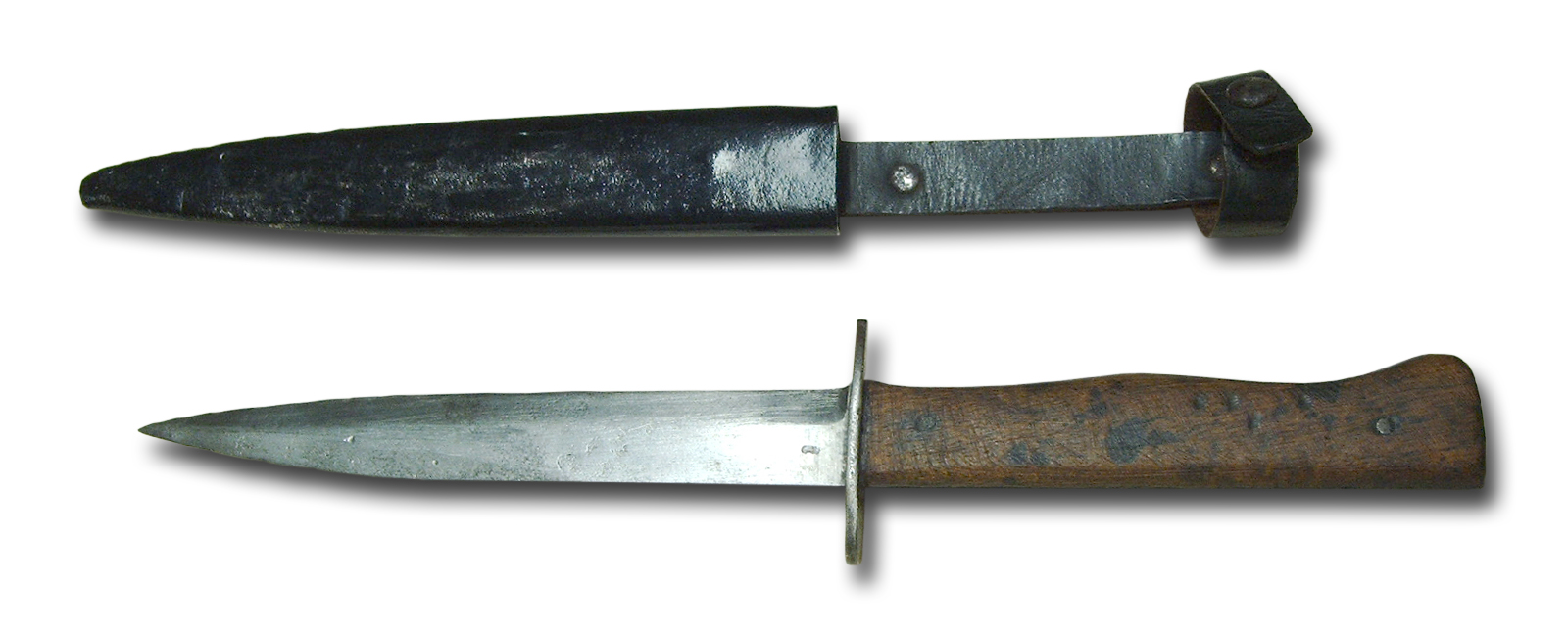
第一次世界大戦時のドイツ軍のトレンチナイフ。鞘は第二次世界大戦時のもの

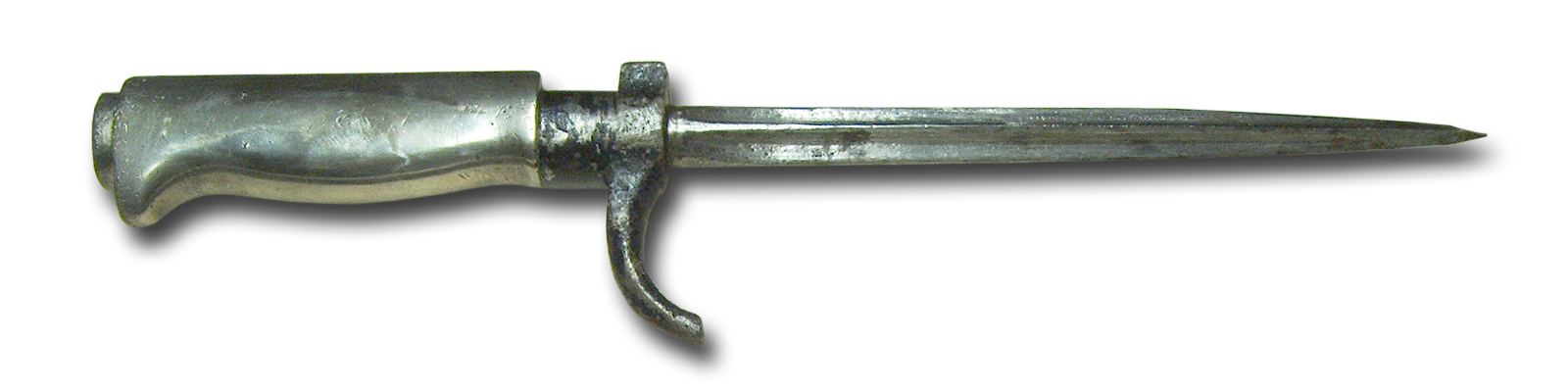
フランス軍のスパイク型銃剣を切り詰めて改造したトレンチナイフ

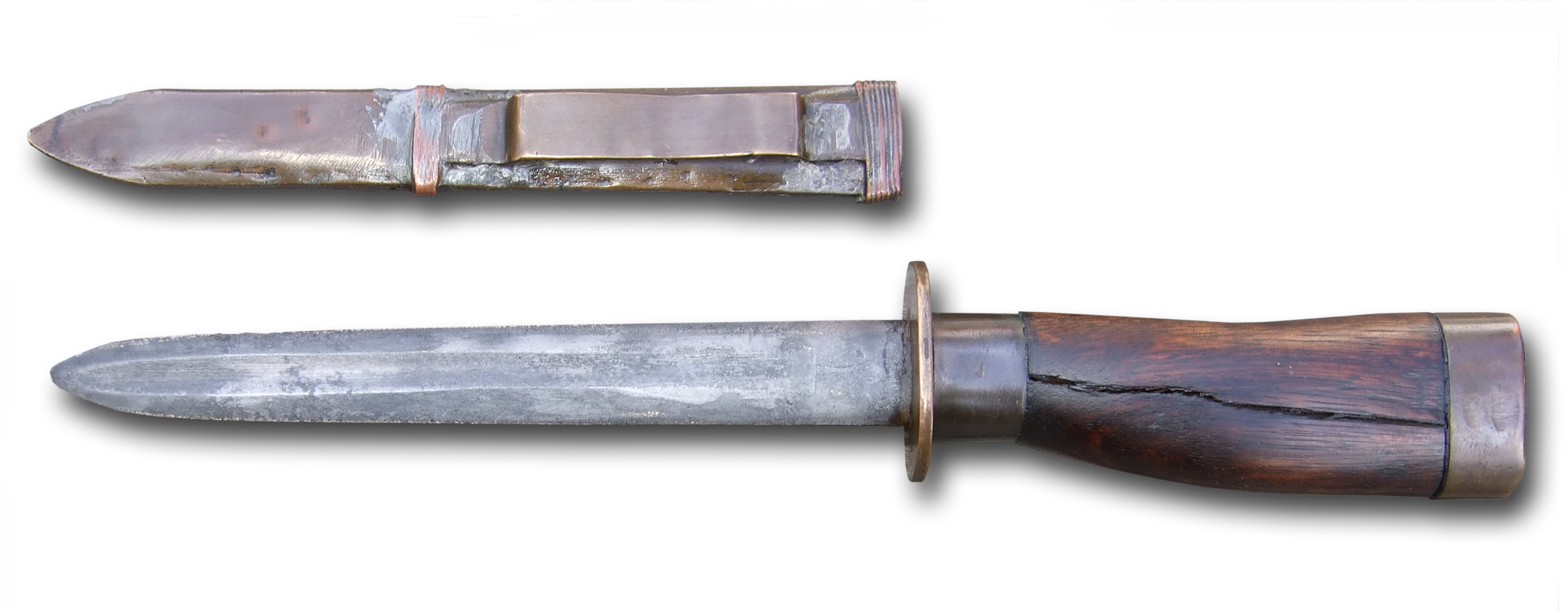
兵士が前線で自作したトレンチナイフ

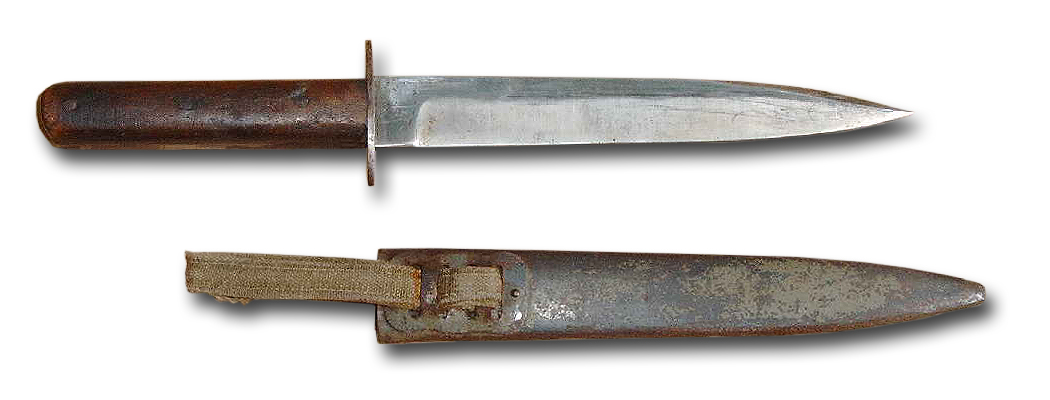
オーストリア＝ハンガリー帝国軍のトレンチナイフ

## その後のトレンチナイフ
第一次世界大戦末期には塹壕を一つ一つ制圧していくのではなく、戦車や浸透戦術によって突破するという着想が生まれた。第二次世界大戦では電撃戦に代表される戦術の改良によって塹壕戦による膠着を克服することに成功した。そのため、第一次大戦のような大規模な塹壕戦は起こらなくなった。さらに非対称戦争では形に見える戦線すら存在せず、その傾向はさらに顕著である。そのため、塹壕内での白兵戦を想定しての装備は廃れていき、グリップガードを備えるような本格的なトレンチナイフも姿を消していった。一方で、もうひとつの白兵兵器であった銃剣は依然として各国軍で使われ続けている。現在の銃剣はほぼ例外なく剣型銃剣である上に、ナイフとしての性能を高める傾向があり、着剣せずとも手持ちでの近接戦闘に使用しやすいものになっている。そうすることでナイフを銃剣に一本化し、余分なナイフを持ち歩かずにすむからである。このためトレンチナイフのようなファイティング・ナイフは、ますます顧みられなくなっていった。一方で銃の進化も白兵武器の価値を低下させた。すでに第一次大戦末期には接近戦用の短機関銃が発明され、塹壕内の戦いで白兵武器を圧倒している。
歩兵の主力武器である小銃も世代を重ねるに連れて近接戦闘能力を向上させており、ナイフは戦闘用の道具というより、山刀のような雑事用の道具になっている。無論、弾切れや故障、乱戦など銃が使えない状況のために最後の武器として戦闘用ナイフが使用される余地は残されているし、ナイフを支給することによって兵士の心理的負担の軽減も期待できる。しかし、前述のとおり軍から支給されるナイフは「ナイフとして使える銃剣」という形で集約されてきており、トレンチナイフを支給されることはほぼない。
歴史的に武器は支給品よりも自弁が一般的だったが、近代以降は工業規格に基づいた武器が軍隊から支給される事が主流になった。刀剣などの白兵武器は弾薬や部品の供給を心配する必要がないため、私物のナイフ類を持ち込む兵士が珍しくない。